# Angi Vera
Angi Vera è un film del 1979 diretto da Pál Gábor.

## Trama
Nell'Ungheria del 1948 la giovane infermiera Vera Angi denuncia gli abusi commessi sui pazienti dal primario del suo ospedale. Per questo viene inviata come propagandista in un istituto di rieducazione. Ligia ai dettami del partito, Vera commette l'errore di innamorarsi di István André, un insegnante sposato: una condotta contraria alla moralità richiesta al suo ruolo. Vera è costretta a fare pubblica autocritica. Poi tenta di suicidarsi, ma viene salvata.